# Algerije op de Olympische Zomerspelen 2024
Algerije was vertegenwoordigd op de Olympische Zomerspelen 2024 in Parijs. Kheireddine Barbari ging mee als chef de mission.

## Medailleoverzicht
| Medaille | Naam           | Sport      | Onderdeel                | Datum       |
| -------- | -------------- | ---------- | ------------------------ | ----------- |
| Goud     | Kaylia Nemour  | Gymnastiek | Brug (v)                 | 4 augustus  |
| Goud     | Imane Khelif   | Boksen     | Weltergewicht -66 kg (v) | 9 augustus  |
|          |                |            |                          |             |
| Brons    | Djamel Sedjati | Atletiek   | 800 meter (m)            | 10 augustus |

## Aantal deelnemers
Hieronder volgt een overzicht van de atleten die deelnamen aan de Olympische Zomerspelen van 2024.
| Sport         | Mannen | Vrouwen | Totaal |
| ------------- | ------ | ------- | ------ |
| Atletiek      | 7      | 1       | 8      |
| Badminton     | 1      | 1       | 2      |
| Boksen        | 2      | 3       | 5      |
| Gewichtheffen | 1      | 0       | 1      |
| Gymnastiek    | 0      | 1       | 1      |
| Judo          | 2      | 1       | 3      |
| Kanovaren     | 0      | 1       | 1      |
| Roeien        | 1      | 1       | 2      |
| Schermen      | 1      | 3       | 4      |
| Schietsport   | 2      | 1       | 3      |
| Tafeltennis   | 1      | 1       | 2      |
| Wielersport   | 1      | 1       | 2      |
| Worstelen     | 6      | 2       | 8      |
| Zeilen        | 1      | 0       | 1      |
| Zwemmen       | 1      | 1       | 2      |
| Totaal        | 27     | 18      | 45     |

## Deelnemers en resultaten

### Atletiek

#### Loopnummers
Mannen
| atleet              | onderdeel           | series  | series | herkansingen | herkansingen | halve finale   | halve finale   | finale         | finale         |
| atleet              | onderdeel           | tijd    | rang   | tijd         | rang         | tijd           | rang           | tijd           | rang           |
| ------------------- | ------------------- | ------- | ------ | ------------ | ------------ | -------------- | -------------- | -------------- | -------------- |
| Mohamed Ali Gouaned | 800 m               | 1.47,34 | 7 H    | 1.44,37 =PB  | 3 q          | 1.46,52        | 8              | niet geplaatst | niet geplaatst |
| Slimane Moula       | 800 m               | 1.46,71 | 8 H    | 1.45,67      | 2            | niet geplaatst | niet geplaatst | niet geplaatst | niet geplaatst |
| Djamel Sedjati      | 800 m               | 1.45,84 | 1 Q    | bye          | bye          | 1.45,08        | 1 Q            | 1.41,50        | Brons          |
| Amine Bouanani      | 110 m horden        | 13,58   | 5 H    | 13,54        | 3            | niet geplaatst | niet geplaatst | niet geplaatst | niet geplaatst |
| Bilal Tabti         | 3000 m steeplechase | 9.04,81 | 12     | n.v.t.       | n.v.t.       | n.v.t.         | n.v.t.         | niet geplaatst | niet geplaatst |

#### Technische nummers
Mannen
| atleet             | onderdeel        | kwalificaties | kwalificaties | finale         | finale         |
| atleet             | onderdeel        | afstand       | rang          | afstand        | rang           |
| ------------------ | ---------------- | ------------- | ------------- | -------------- | -------------- |
| Yasser Triki       | hinkstapspringen | 16,85 m       | 4 q           | 17,22 m        | 9              |
| Oussama Khennoussi | discuswerpen     | NM            | NM            | niet geplaatst | niet geplaatst |

Vrouwen
| atleet      | onderdeel      | kwalificaties | kwalificaties | finale         | finale         |
| atleet      | onderdeel      | afstand       | rang          | afstand        | rang           |
| ----------- | -------------- | ------------- | ------------- | -------------- | -------------- |
| Zahra Tatar | hamerslingeren | 66,99 m       | 25            | niet geplaatst | niet geplaatst |

### Badminton
Gemengd
| atleet                         | onderdeel  | groepsfase                        | groepsfase                                   | groepsfase                    | groepsfase | kwartfinale          | halve finale         | finale / BM          | finale / BM    |
| atleet                         | onderdeel  | tegenstander uitslag              | tegenstander uitslag                         | tegenstander uitslag          | rang       | tegenstander uitslag | tegenstander uitslag | tegenstander uitslag | rang           |
| ------------------------------ | ---------- | --------------------------------- | -------------------------------------------- | ----------------------------- | ---------- | -------------------- | -------------------- | -------------------- | -------------- |
| Koceila Mammeri Tanina Mammeri | dubbelspel | Seo S-j - Chaee Y-j V 10-21, 7-21 | Puavaranukroh - Taerattanachai V 14-21, 9-21 | Piek - Tabeling V 18-21, 9-21 | 4          | niet geplaatst       | niet geplaatst       | niet geplaatst       | niet geplaatst |

### Boksen
Mannen
| atleet             | onderdeel         | eerste ronde         | tweede ronde            | kwartfinale          | halve finale         | finale               | rang           |
| atleet             | onderdeel         | tegenstander uitslag | tegenstander uitslag    | tegenstander uitslag | tegenstander uitslag | tegenstander uitslag | rang           |
| ------------------ | ----------------- | -------------------- | ----------------------- | -------------------- | -------------------- | -------------------- | -------------- |
| Jugurtha Ait Bekka | lichtgewicht      | bye                  | Álvarez V 0 - 5         | niet geplaatst       | niet geplaatst       | niet geplaatst       | niet geplaatst |
| Mourad Kadi        | superzwaargewicht | bye                  | Aboudou Moindze V 1 - 4 | niet geplaatst       | niet geplaatst       | niet geplaatst       | niet geplaatst |

Vrouwen
| atlete           | onderdeel     | eerste ronde         | tweede ronde         | kwartfinale          | halve finale         | finale               | rang           |
| atlete           | onderdeel     | tegenstander uitslag | tegenstander uitslag | tegenstander uitslag | tegenstander uitslag | tegenstander uitslag | rang           |
| ---------------- | ------------- | -------------------- | -------------------- | -------------------- | -------------------- | -------------------- | -------------- |
| Roumaysa Boualam | vlieggewicht  | bye                  | Villegas V 0 - 5     | niet geplaatst       | niet geplaatst       | niet geplaatst       | niet geplaatst |
| Hadjila Khelif   | lichtgewicht  | bye                  | Šadrina V 0 - 5      | niet geplaatst       | niet geplaatst       | niet geplaatst       | niet geplaatst |
| Imane Khelif     | weltergewicht | bye                  | Carini W ABD         | Hámori W 5 - 0       | Suwannapheng W 5 - 0 | Yang L W 5 - 0       | 1 [ 1 ]        |

### Gewichtheffen
Mannen
| atleet       | onderdeel | trekken | trekken | stoten | stoten | totaal | rang |
| atleet       | onderdeel | score   | rang    | score  | rang   | totaal | rang |
| ------------ | --------- | ------- | ------- | ------ | ------ | ------ | ---- |
| Walid Bidani | +102 kg   | NM      | NM      | DNF    | DNF    | DNF    | DNF  |

### Gymnastiek

#### Turnen
Vrouwen
| atlete        | onderdeel | kwalificatie | kwalificatie | kwalificatie | kwalificatie | kwalificatie | kwalificatie | finale  | finale  | finale  | finale  | finale | finale  |
| atlete        | onderdeel | toestel      | toestel      | toestel      | toestel      | totaal       | positie      | toestel | toestel | toestel | toestel | totaal | positie |
| atlete        | onderdeel | sprong       | brug         | balk         | vloer        | totaal       | positie      | sprong  | brug    | balk    | vloer   | totaal | positie |
| ------------- | --------- | ------------ | ------------ | ------------ | ------------ | ------------ | ------------ | ------- | ------- | ------- | ------- | ------ | ------- |
| Kaylia Nemour | meerkamp  | 14,000       | 15,600       | 13,200       | 13,166       | 55,966       | 5 Q          | 14,033  | 15,533  | 13,233  | 13,100  | 55,899 | 5       |
| Kaylia Nemour | brug      | n.v.t.       | 15,600       | n.v.t.       | n.v.t.       | n.v.t.       | 1 Q          | n.v.t.  | 15,700  | n.v.t.  | n.v.t.  | n.v.t. | 1 [ 2 ] |

### Judo
Mannen
| atleet        | onderdeel | eerste ronde         | tweede ronde            | derde ronde          | kwartfinale          | halve finale         | herkansing           | finale / BM          | finale / BM    |
| atleet        | onderdeel | tegenstander uitslag | tegenstander uitslag    | tegenstander uitslag | tegenstander uitslag | tegenstander uitslag | tegenstander uitslag | tegenstander uitslag | rang           |
| ------------- | --------- | -------------------- | ----------------------- | -------------------- | -------------------- | -------------------- | -------------------- | -------------------- | -------------- |
| Messaoud Dris | −73 kg    | n.v.t.               | Butbul V DSQ            | niet geplaatst       | niet geplaatst       | niet geplaatst       | niet geplaatst       | niet geplaatst       | niet geplaatst |
| Mohamed Lili  | +100 kg   | n.v.t.               | Magomedomarov V 00 - 10 | niet geplaatst       | niet geplaatst       | niet geplaatst       | niet geplaatst       | niet geplaatst       | niet geplaatst |

Vrouwen
| atlete        | onderdeel | eerste ronde         | tweede ronde         | derde ronde          | kwartfinale          | halve finale         | herkansing           | finale / BM          | finale / BM    |
| atlete        | onderdeel | tegenstander uitslag | tegenstander uitslag | tegenstander uitslag | tegenstander uitslag | tegenstander uitslag | tegenstander uitslag | tegenstander uitslag | rang           |
| ------------- | --------- | -------------------- | -------------------- | -------------------- | -------------------- | -------------------- | -------------------- | -------------------- | -------------- |
| Amina Belkadi | −63 kg    | n.v.t.               | Barios W 01 - 00     | Leški V 01 - 10      | niet geplaatst       | niet geplaatst       | niet geplaatst       | niet geplaatst       | niet geplaatst |

### Kanovaren

#### Kayak Cross
| atleet         | onderdeel      | tijdrit | tijdrit | ronde 1 | herkansingen | series | kwartfinale | halve finale | finale | finale |
| atleet         | onderdeel      | tijd    | rang    | rang    | rang         | rang   | rang        | rang         | rang   | rang   |
| -------------- | -------------- | ------- | ------- | ------- | ------------ | ------ | ----------- | ------------ | ------ | ------ |
| Carole Bouzidi | KX-1 (vrouwen) | 76,68   | 24      | 2 Q     | bye          | 2 Q    | 2 Q         | 3 FB         | 3      | 7      |

#### Slalom
Vrouwen
| atlete         | onderdeel  | series | series | series | series | series    | series | halve finale | halve finale | finale         | finale         |
| atlete         | onderdeel  | run 1  | rang   | run 2  | rang   | beste run | rang   | tijd         | rang         | tijd           | rang           |
| -------------- | ---------- | ------ | ------ | ------ | ------ | --------- | ------ | ------------ | ------------ | -------------- | -------------- |
| Carole Bouzidi | K-1 slalom | 99,41  | 14     | 99,50  | 17     | 99,41     | 19 Q   | 106,75       | 14           | niet geplaatst | niet geplaatst |

### Roeien
Mannen
| atleet          | onderdeel | series  | series | herkansingen | herkansingen | kwartfinale | kwartfinale | halve finale | halve finale | finale  | finale |
| atleet          | onderdeel | tijd    | rang   | tijd         | rang         | tijd        | rang        | tijd         | rang         | tijd    | rang   |
| --------------- | --------- | ------- | ------ | ------------ | ------------ | ----------- | ----------- | ------------ | ------------ | ------- | ------ |
| Sid Ali Boudina | skiff     | 7.02,94 | 4 H    | 7.10,23      | 1 KF         | 7.06,31     | 5 HC/D      | 6.57,06      | 3 FC         | 6.51,99 | 18     |

Vrouwen
| atleet          | onderdeel | series  | series | herkansingen | herkansingen | kwartfinale    | kwartfinale    | halve finale | halve finale | finale  | finale |
| atleet          | onderdeel | tijd    | rang   | tijd         | rang         | tijd           | rang           | tijd         | rang         | tijd    | rang   |
| --------------- | --------- | ------- | ------ | ------------ | ------------ | -------------- | -------------- | ------------ | ------------ | ------- | ------ |
| Nihed Benchadli | skiff     | 8.06,62 | 5 H    | 8.10,34      | 3 HE/F       | niet geplaatst | niet geplaatst | 8.34,67      | 1 FE         | 7.54,25 | 25     |

Legenda: FA=finale A (medailles); FB=finale B (geen medailles); FC=finale C (geen medailles); FD=finale D (geen medailles); FE=finale E (geen medailles); FF=finale F (geen medailles); HA/B=halve finale A/B; HC/D=halve finale C/D; HE/F=halve finale E/F; KF=kwartfinale; H=herkansing

### Schermen
Mannen
| atleet       | onderdeel | eerste ronde         | tweede ronde         | derde ronde          | kwartfinale          | halve finale         | finale / BM          | finale / BM    |
| atleet       | onderdeel | tegenstander uitslag | tegenstander uitslag | tegenstander uitslag | tegenstander uitslag | tegenstander uitslag | tegenstander uitslag | rang           |
| ------------ | --------- | -------------------- | -------------------- | -------------------- | -------------------- | -------------------- | -------------------- | -------------- |
| Salim Heroui | floret    | Jurkiewicz V 8 - 15  | niet geplaatst       | niet geplaatst       | niet geplaatst       | niet geplaatst       | niet geplaatst       | niet geplaatst |

Vrouwen
| atleet                                                                   | onderdeel  | eerste ronde         | tweede ronde         | derde ronde          | kwartfinale          | halve finale                               | finale / BM                            | finale / BM    |
| atleet                                                                   | onderdeel  | tegenstander uitslag | tegenstander uitslag | tegenstander uitslag | tegenstander uitslag | tegenstander uitslag                       | tegenstander uitslag                   | rang           |
| ------------------------------------------------------------------------ | ---------- | -------------------- | -------------------- | -------------------- | -------------------- | ------------------------------------------ | -------------------------------------- | -------------- |
| Saoussen Boudiaf                                                         | sabel      | Kravatska V 8 - 15   | niet geplaatst       | niet geplaatst       | niet geplaatst       | niet geplaatst                             | niet geplaatst                         | niet geplaatst |
| Zohra Nora Kehli                                                         | sabel      | Daghfous V 8 - 15    | niet geplaatst       | niet geplaatst       | niet geplaatst       | niet geplaatst                             | niet geplaatst                         | niet geplaatst |
| Chaima Benadouda                                                         | sabel      | Sarybay V 9 - 15     | niet geplaatst       | niet geplaatst       | niet geplaatst       | niet geplaatst                             | niet geplaatst                         | niet geplaatst |
| Saoussen Boudiaf Zohra Nora Kehli Kaouther Mohamed Belkebir Abik Boungab | sabel team | n.v.t.               | n.v.t.               | n.v.t.               | Frankrijk V 32 - 45  | Plaatsing 5 - 8 Verenigde Staten V 28 - 45 | Wedstrijd om plaats 7 Italië V 27 - 45 | 8              |

### Schietsport
Mannen
| atleet          | onderdeel         | kwalificaties | kwalificaties | finale         | finale         |
| atleet          | onderdeel         | punten        | rang          | punten         | rang           |
| --------------- | ----------------- | ------------- | ------------- | -------------- | -------------- |
| Koceila Adoul   | 10 m luchtgeweer  | 613,4         | 49            | niet geplaatst | niet geplaatst |
| Samir Bouchireb | 10 m luchtpistool | 563           | 29            | niet geplaatst | niet geplaatst |

Vrouwen
| atlete       | onderdeel        | kwalificaties | kwalificaties | finale         | finale         |
| atlete       | onderdeel        | punten        | rang          | punten         | rang           |
| ------------ | ---------------- | ------------- | ------------- | -------------- | -------------- |
| Houda Chaabi | 10 m luchtgeweer | DNS           | DNS           | niet geplaatst | niet geplaatst |

### Tafeltennis
Mannen
| atleet          | onderdeel | voorronde            | eerste ronde         | tweede ronde         | derde ronde          | kwartfinale          | halve finale         | finale / BM          | finale / BM    |
| atleet          | onderdeel | tegenstander uitslag | tegenstander uitslag | tegenstander uitslag | tegenstander uitslag | tegenstander uitslag | tegenstander uitslag | tegenstander uitslag | rang           |
| --------------- | --------- | -------------------- | -------------------- | -------------------- | -------------------- | -------------------- | -------------------- | -------------------- | -------------- |
| Mehdi Bouloussa | enkelspel | bye                  | Pucar V 0 - 4        | niet geplaatst       | niet geplaatst       | niet geplaatst       | niet geplaatst       | niet geplaatst       | niet geplaatst |

Vrouwen
| atleet          | onderdeel | voorronde            | eerste ronde         | tweede ronde         | derde ronde          | kwartfinale          | halve finale         | finale / BM          | finale / BM    |
| atleet          | onderdeel | tegenstander uitslag | tegenstander uitslag | tegenstander uitslag | tegenstander uitslag | tegenstander uitslag | tegenstander uitslag | tegenstander uitslag | rang           |
| --------------- | --------- | -------------------- | -------------------- | -------------------- | -------------------- | -------------------- | -------------------- | -------------------- | -------------- |
| Lynda Loghraibi | enkelspel | bye                  | Chen M V 0 - 4       | niet geplaatst       | niet geplaatst       | niet geplaatst       | niet geplaatst       | niet geplaatst       | niet geplaatst |

### Wielersport

#### Wegwielrennen
Mannen
| atleet       | onderdeel    | tijd | rang |
| ------------ | ------------ | ---- | ---- |
| Yacine Hamza | wegwedstrijd | DNF  | DNF  |

Vrouwen
| atleet         | onderdeel    | tijd | rang |
| -------------- | ------------ | ---- | ---- |
| Nesrine Houili | wegwedstrijd | DNF  | DNF  |

### Worstelen

#### Grieks-Romeinse stijl
Mannen
| atleet            | onderdeel | eerste ronde          | kwartfinale          | halve finale         | herkansing           | finale / BM          | finale / BM    |
| atleet            | onderdeel | tegenstander uitslag  | tegenstander uitslag | tegenstander uitslag | tegenstander uitslag | tegenstander uitslag | rang           |
| ----------------- | --------- | --------------------- | -------------------- | -------------------- | -------------------- | -------------------- | -------------- |
| Abdelkarim Fergat | −60 kg    | Mohsennejad V 0 - 9ST | niet geplaatst       | niet geplaatst       | niet geplaatst       | niet geplaatst       | niet geplaatst |
| Ishak Ghaiou      | −67 kg    | Esmaeili V 0 - 10ST   | niet geplaatst       | niet geplaatst       | Orta V 0 - 9ST       | niet geplaatst       | niet geplaatst |
| Abdelkrim Ouakali | −77 kg    | Kusaka V 0 - 9ST      | niet geplaatst       | niet geplaatst       | Vardanyan V 0 - 11ST | niet geplaatst       | niet geplaatst |
| Bachir Sid Azara  | −87 kg    | Gobadze V 1 - 2PP     | niet geplaatst       | niet geplaatst       | niet geplaatst       | niet geplaatst       | niet geplaatst |
| Fadi Rouabah      | −97 kg    | Savolainen V 0 - 4PO  | niet geplaatst       | niet geplaatst       | niet geplaatst       | niet geplaatst       | niet geplaatst |

#### Vrije stijl
Mannen
| atlete              | onderdeel | eerste ronde         | kwartfinale          | halve finale         | herkansing           | finale / BM          | finale / BM    |
| atlete              | onderdeel | tegenstander uitslag | tegenstander uitslag | tegenstander uitslag | tegenstander uitslag | tegenstander uitslag | rang           |
| ------------------- | --------- | -------------------- | -------------------- | -------------------- | -------------------- | -------------------- | -------------- |
| Fateh Benferdjallah | −86 kg    | Ishiguro V 0 - 11ST  | niet geplaatst       | niet geplaatst       | niet geplaatst       | niet geplaatst       | niet geplaatst |

Vrouwen
| atlete                 | onderdeel | eerste ronde           | kwartfinale          | halve finale         | herkansing           | finale / BM          | finale / BM    |
| atlete                 | onderdeel | tegenstander uitslag   | tegenstander uitslag | tegenstander uitslag | tegenstander uitslag | tegenstander uitslag | rang           |
| ---------------------- | --------- | ---------------------- | -------------------- | -------------------- | -------------------- | -------------------- | -------------- |
| Ibtissem Doudou        | −50 kg    | Hildebrandt V 0 - 10ST | niet geplaatst       | niet geplaatst       | Feng Z V 0 - 10ST    | niet geplaatst       | niet geplaatst |
| Chaimaa Fouzia Aouissi | −57 kg    | Adekuoroye V 0 - 0VF   | niet geplaatst       | niet geplaatst       | niet geplaatst       | niet geplaatst       | niet geplaatst |

### Zeilen
Mannen
| atlete(s)      | onderdeel | voorrondes | voorrondes | voorrondes | voorrondes | voorrondes | voorrondes | voorrondes | voorrondes | voorrondes | voorrondes | voorrondes | voorrondes | voorrondes  | voorrondes  | voorrondes  | voorrondes  | voorrondes  | voorrondes  | voorrondes  | voorrondes  | voorrondes  | voorrondes | kwartfinale | halve finale   | finale         |                |
| atlete(s)      | onderdeel | 1          | 2          | 3          | 4          | 5          | 6          | 7          | 8          | 9          | 10         | 11         | 12         | 13          | 14          | 15          | 16          | 17          | 18          | 19          | 20          | tot.        | rang       | kwartfinale | halve finale   | finale         |                |
| -------------- | --------- | ---------- | ---------- | ---------- | ---------- | ---------- | ---------- | ---------- | ---------- | ---------- | ---------- | ---------- | ---------- | ----------- | ----------- | ----------- | ----------- | ----------- | ----------- | ----------- | ----------- | ----------- | ---------- | ----------- | -------------- | -------------- | -------------- |
| Rami Boudrouma | IQFoil    | 22         | 21         | 19         | 20         | 24         | 22         | 17         | 22         | 20         | 24         | 23         | DNF        | geannuleerd | geannuleerd | geannuleerd | geannuleerd | geannuleerd | geannuleerd | geannuleerd | geannuleerd | geannuleerd | 234        | 24          | niet geplaatst | niet geplaatst | niet geplaatst |

### Zwemmen
Mannen
| atleet       | onderdeel        | series  | series | halve finale | halve finale | finale         | finale         |
| atleet       | onderdeel        | tijd    | rang   | tijd         | rang         | tijd           | rang           |
| ------------ | ---------------- | ------- | ------ | ------------ | ------------ | -------------- | -------------- |
| Jaouad Syoud | 200 m wisselslag | 1.59,41 | 15 Q   | 2.00,13      | 15           | niet geplaatst | niet geplaatst |

Vrouwen
| atlete           | onderdeel        | series | series | halve finale   | halve finale   | finale         | finale         |
| atlete           | onderdeel        | tijd   | rang   | tijd           | rang           | tijd           | rang           |
| ---------------- | ---------------- | ------ | ------ | -------------- | -------------- | -------------- | -------------- |
| Nesrine Medjahed | 100 m vrije slag | 57,34  | 24     | niet geplaatst | niet geplaatst | niet geplaatst | niet geplaatst |